# Энтин, Владимир Львович
Владимир Львович Энтин (род. 9 января 1950) — российский учёный-юрист, адвокат, общественный деятель.

## Биография
Имеет два высших образования, кандидат юридических наук. Более десяти лет занимался научной работой в Институте государства и права Академии наук.
В 1992—1994 — представитель Российского агентства интеллектуальной собственности во Франции, Великобритании и странах Бенилюкса, затем — 1-й секретарь постоянного представительства России при ЮНЕСКО (Париж), преподавал в Сорбонне.
Активно занимается законотворческой деятельностью. Один из авторов (вместе с Ю. М. Батуриным и М. А. Федотовым) законопроектов: «О печати и других средствах массовой информации», «О средствах массовой информации», «Об архивах и архивном деле», закона России «О средствах массовой информации». Один из авторов «Закона о печати СССР». Участвовал в разработке закона России «Об авторском праве и смежных правах» и работе над его новой редакцией. Лауреат премии Союза Журналистов СССР за личный вклад в становление законодательства о свободе печати 1991. Участвовал в работе над проектом IV части Гражданского кодекса, новой редакции законов «О патентах», «О товарных знаках».
С 1998 — адвокат Межтерриториальной коллегии адвокатов «Клишин и партнёры». Специализация: защита интеллектуальной собственности (авторское право, смежные права, патентное право, товарные знаки и фирменные наименования); право СМИ; защита чести, достоинства и деловой репутации; защита имущественных интересов и гражданских прав в Европейском суде по правам человека.
Одновременно, с 1999 — директор Некоммерческого фонда «Центр правовой защиты интеллектуальной собственности», учрежденного коллегией «Клишин и партнёры», Национальной ассоциацией телерадиовещателей (НАТ), Государственной Третьяковской Галереей и газетой «Комсомольская правда».
Доцент факультета журналистики МГУ им. Ломоносова; доцент кафедры адвокатуры МГИМО МИД РФ (ведёт спецкурс по теме «Интеллектуальная собственность в Европейском праве»); старший научный сотрудник Центра цивилистических исследований Института государства и права РАН; член-корреспондент Международной академии сравнительного права (Франция, 2003).
Член Научно-консультативного совета при Высшем арбитражном суде России (гражданско-правовая секция и секция международного частного права). Член научно-консультативного совета журнала «Россия в глобальной политике». Член Научно-технического совета Роспатента (авторское право и смежные права). Эксперт ЮНЕСКО по авторскому праву и праву СМИ. Постоянный обозреватель медиа-журналов «Профессия — журналист», «Среда».

## Труды
Автор более 100 научных работ на русском, английском и французском языках по правовому положению средств массовой информации, авторскому праву и смежным правам, в том числе:
- Средства массовой информации в системе современного капитализма. М., 1988.
- Закон о СМИ: на перекрестке веков и мнений. М., 2004 (в соавторстве).
- Свобода прессы в практике Европейского суда по правам человека и российское законодательство